# Nabój 6,5 × 50 mm SR
6,5 × 50 mm SR (6,5 × 50 mm. Arisaka, 6,5 × 51 R Arisaka) – japoński nabój karabinowy.
Wprowadzony do uzbrojenia w 1897 roku wraz z karabinem Arisaka Typ 30. W następnych latach wprowadzono do uzbrojenia kolejne typy karabinów i rkm-ów. Podczas I wojny światowej amunicja 6,5 mm SR wraz z karabinami Arisaka Typ 38 trafiła do uzbrojenia armii rosyjskiej i brytyjskiej (karabiny zakupione przez Wielką Brytanię trafiły ostatecznie w ręce wojowników arabskich walczących na Półwyspie Arabskim).
Po pierwszej wojnie światowej nabój 6,5 mm pozostał na uzbrojeniu armii japońskiej, radzieckiej, w ograniczonych ilościach był używany także przez Wojsko Polskie (amunicja i broń przejęta z arsenałów armii rosyjskiej). Z uzbrojenia armii polskiej karabiny zasilane amunicją 6,5 mm zostały wycofane już w latach 20., jako broń nietypowa. Podobnie stało się w ZSRR, gdzie pomimo wprowadzenia do uzbrojenia w 1916 roku automatycznego karabinu Fiodorowa kalibru 6,5 mm, w 1927 roku zdecydowano się wycofać ten nabój z uzbrojenia.
W Japonii zastąpienie naboju 6,5 mm planowano w drugiej połowie lat 30. W 1938 roku do uzbrojenia wprowadzono karabin Arisaka Typ 99 kalibru nabój 7,7 × 58 mm Arisaka, ale wybuch wojny sprawił, że nabój 6,5 mm pozostawał na uzbrojeniu armii japońskiej do końca wojny. Po wojnie przejęte od armii japońskiej karabiny i amunicja 6,5 mm były używane w Azji Południowo-Wschodniej i Chinach.